# Kalawao County
Kalawao County er et county af i alt fem i den amerikanske delstat Hawaii. Kalawao County ligger på halvøen Kalaupapa på den nordlige kyst af øen Moloka'i.
Kalawao Countys totale areal er 136 km² hvoraf 101 km² er vand.
Det mindst folkerige county har et indbyggertal som blev estimeret til 86 (i 2019) - Kalawao County.
I år 2000 var indbyggertallet 147 personer. Det er det mindste county i hele USA.